# Émaux de Longwy Saint Jean l'Aigle
 (juin 2022).
La mise en forme du texte ne suit pas les recommandations de Wikipédia : il faut le « wikifier ».
Les points d'amélioration suivants sont les cas les plus fréquents. Le détail des points à revoir est peut-être précisé sur la page de discussion.
- Les titres sont pré-formatés par le logiciel. Ils ne sont ni en capitales, ni en gras.
- Le texte ne doit pas être écrit en capitales (les noms de famille non plus), ni en gras, ni en italique, ni en « petit »…
- Le gras n'est utilisé que pour surligner le titre de l'article dans l'introduction, une seule fois.
- L'italique est rarement utilisé : mots en langue étrangère, titres d'œuvres, noms de bateaux, etc.
- Les citations ne sont pas en italique mais en corps de texte normal. Elles sont entourées par des guillemets français : « et ».
- Les listes à puces sont à éviter, des paragraphes rédigés étant largement préférés. Les tableaux sont à réserver à la présentation de données structurées (résultats, etc.).
- Les appels de note de bas de page (petits chiffres en exposant, introduits par l'outil «  Source ») sont à placer entre la fin de phrase et le point final[comme ça].
- Les liens internes (vers d'autres articles de Wikipédia) sont à choisir avec parcimonie. Créez des liens vers des articles approfondissant le sujet. Les termes génériques sans rapport avec le sujet sont à éviter, ainsi que les répétitions de liens vers un même terme.
- Les liens externes sont à placer uniquement dans une section « Liens externes », à la fin de l'article. Ces liens sont à choisir avec parcimonie suivant les règles définies. Si un lien sert de source à l'article, son insertion dans le texte est à faire par les notes de bas de page.
- La présentation des références doit suivre les conventions bibliographiques. Il est recommandé d'utiliser les modèles {{Ouvrage}}, {{Chapitre}}, {{Article}}, {{Lien web}} et/ou {{Bibliographie}}. Le mode d'édition visuel peut mettre en forme automatiquement les références.
- Insérer une infobox (cadre d'informations à droite) n'est pas obligatoire pour parachever la mise en page.

Pour une aide détaillée, merci de consulter Aide:Wikification.
Si vous pensez que ces points ont été résolus, vous pouvez retirer ce bandeau et améliorer la mise en forme d'un autre article.

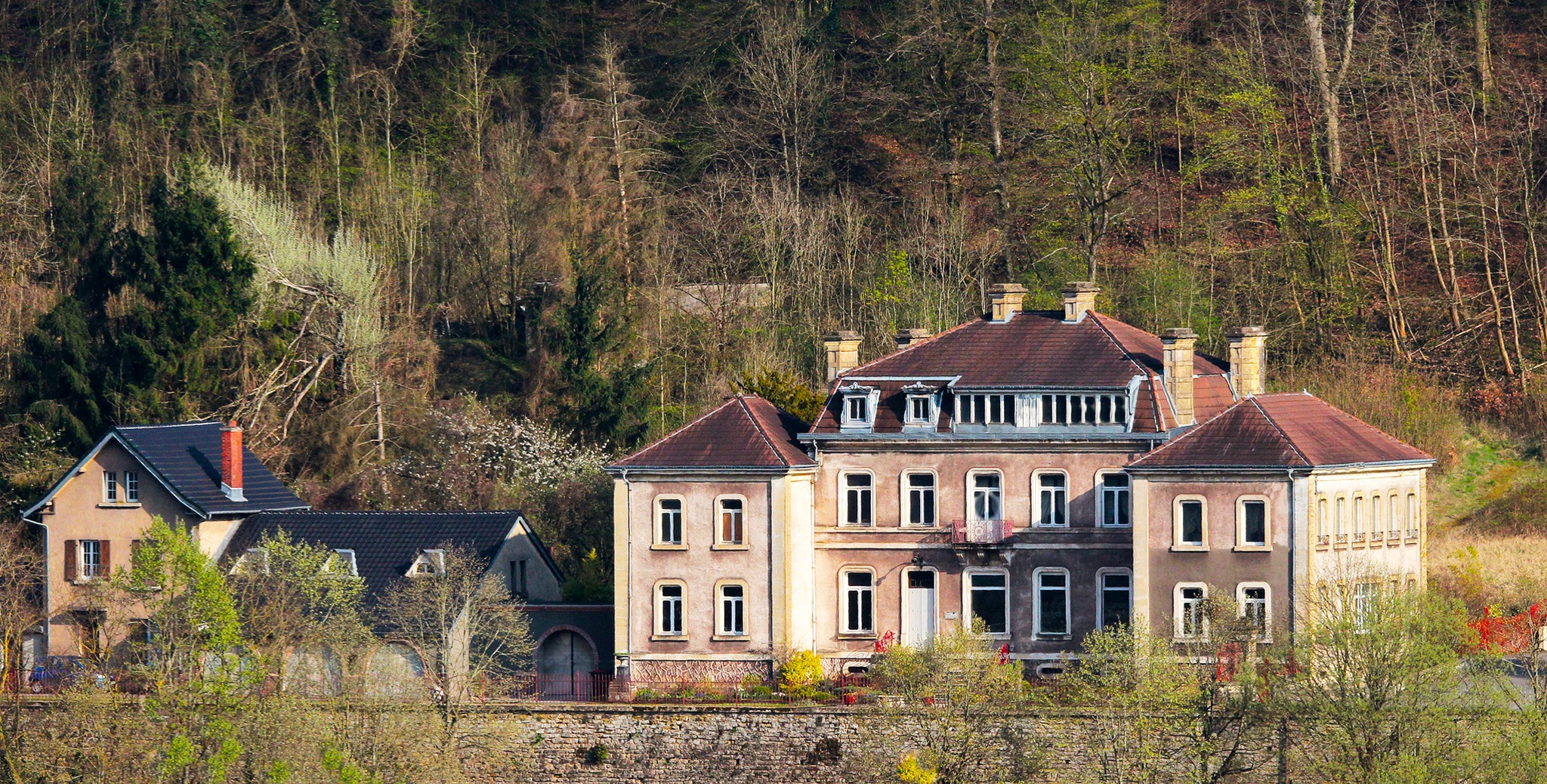
Le bâtiment de la Faïencerie.

La Manufacture lorraine saint-Jean l’aigle, est une entreprise familiale qui conçoit et fabrique artisanalement des céramiques émaillées sous l’appellation « émaux de Longwy », ainsi que des barbotines et des majoliques. Elle est dirigée par Danielle Peiffer, maître-faïencière et directrice générale et Jacques Peiffer, administrateur général, docteur en sciences des céramiques et expert céramographe.
Le bâtiment est installée dans un ancien château de maîtres de forges du XIXe siècle. Doté de neuf fours (dont le dernier four à bois de Longwy), il est impliqué dans les recherches historiques et conserve sept-cents volumes de technique céramique et des archives.

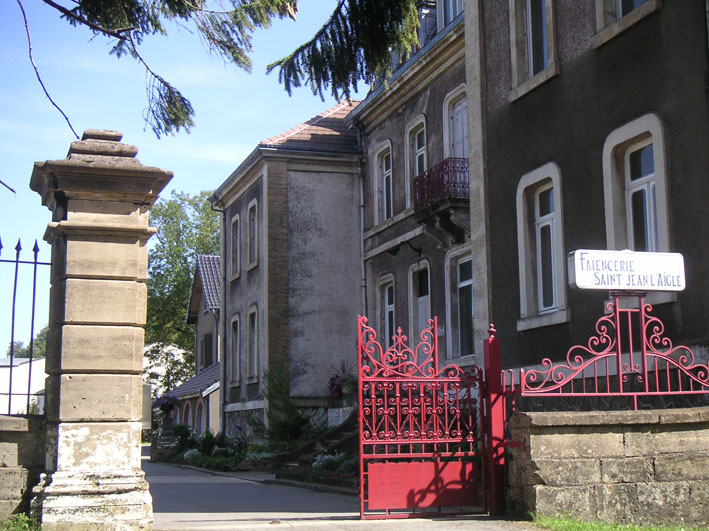
Entrée de la Faïencerie St Jean l'Aigle

Son atelier-laboratoire est spécialisé dans la restauration du patrimoine et se voit confier des commandes publiques et des restaurations d'ouvrages historiques.
La faïencerie héberge également un musée privé où sont exposés des œuvres céramiques de peintres et sculpteurs tels que Picasso, Mucha, Majorelle, Mougin, Rodin ou Gallé.

## Historique

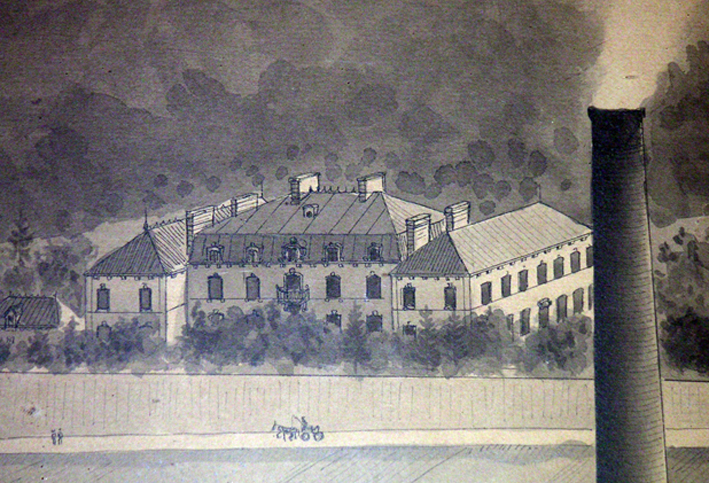
Château des Hauts-Fourneaux de Longwy, vers 1890.

La Manufacture lorraine Saint-Jean l’Aigle est conçue en 1977 au cours des travaux réalisés par le sculpteur, designeur et céramiste Jacques Peiffer dont la grand-mère et l’oncle étaient faïenciers à Longwy en 1928, et Danielle Noël, agréée en architecture. Il s'agit d'une société à responsabilité limitée inscrite au registre du commerce de Briey le 10 mai 1978 après sept mois d’essais et d’études techniques pour perfectionner la céramique de Longwy, après la faillite et disparition de l’ancienne Société anonyme des Faïenceries de Longwy le 13 octobre 1977.
En 1981, Jacques Peiffer et Danielle Noël-Peiffer font l’acquisition auprès de Serge d’Huart du bâtiment de l’ancienne fabrique et ils y déplacent les ateliers de Saint-Jean l’Aigle. Cependant, un incendie détruit ce bâtiment la même année, conduisant à l’acquisition du château de direction de la société des Hauts-Fourneaux de la Chiers (fermée en 1979) où ils transfèrent en 1981 leurs activités faïencières et muséographiques,.

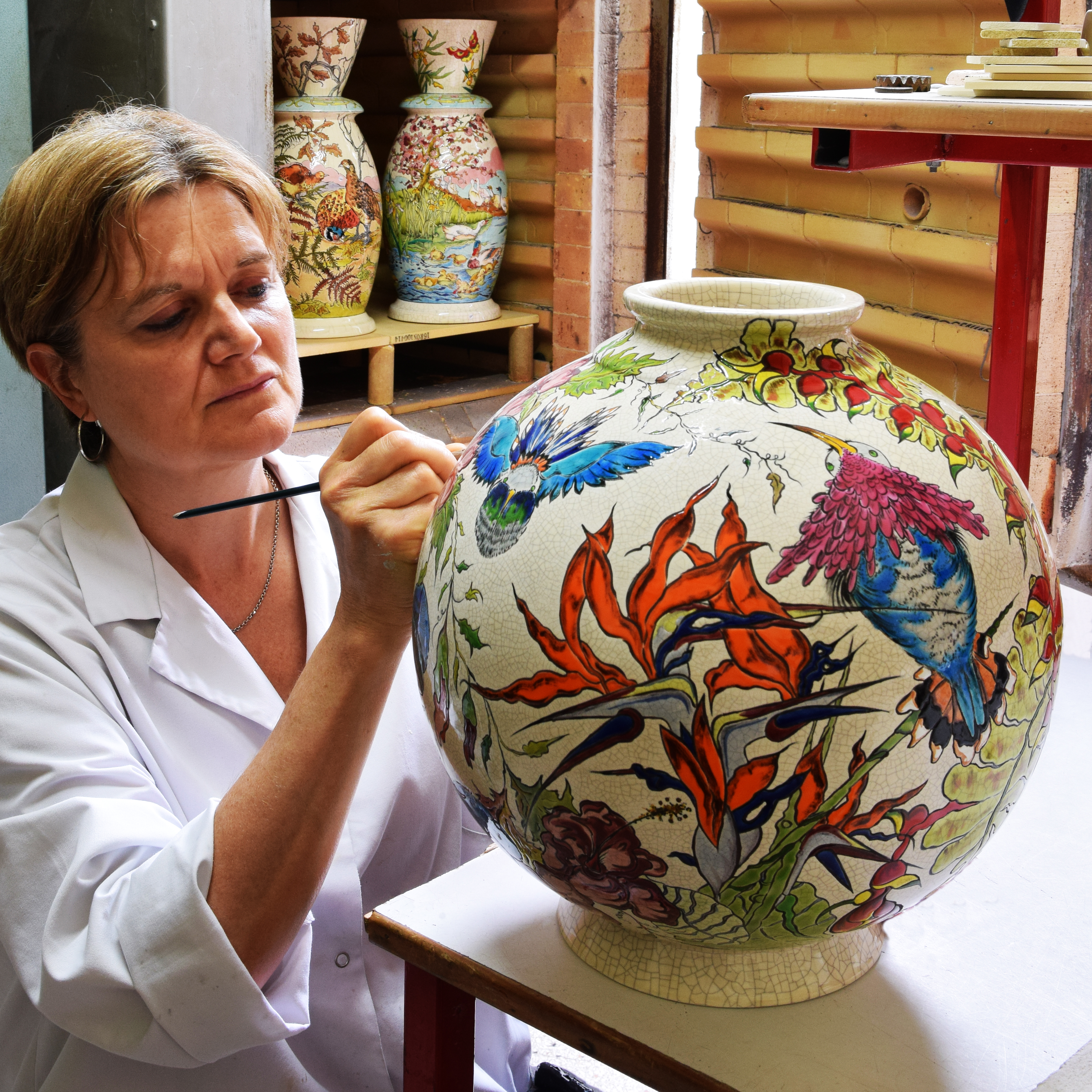
Décoration : pose des rehauts de feu de moufle sur les émaux en relief d’un décor cerné.

Un musée-conservatoire privé dédié aux procédés de conservation-restauration des céramiques anciennes est créé. Cet établissement accueille des étudiants français et étrangers et propose des cycles de formation professionnelle et d’histoire des arts. Son fonds d’archives et sa bibliothèque technologique sont consultés par de nombreux spécialistes et historiens, assurant des expertises et la rédaction de catalogues pour des musées (Bicentenaire de la Légion d’honneur: Musées de la Ville de Luxembourg/Ambassade de France/Chancellerie de la Légion d’honneur, Paris - Luxembourg, 2002; commissariat muséographique et catalogue) et des commissaires-priseurs (Trois belles collections d’émaux de Longwy, Catalogue de vente, Étude Cappelaere, Bar-le-Duc/Paris, 3 juin 2012).

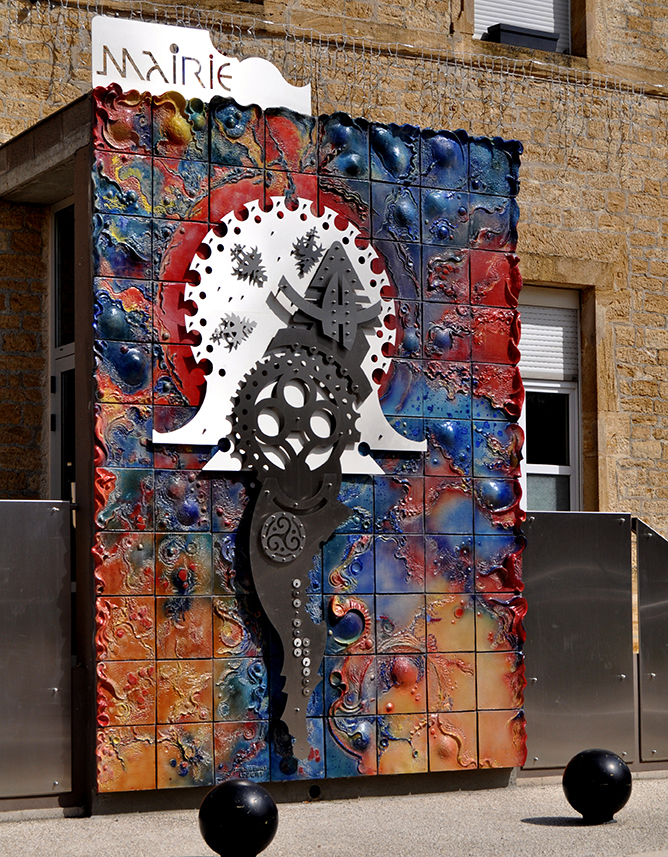
Commande publique - façade en céramique (création par le bureau d’étude de la manufacture).

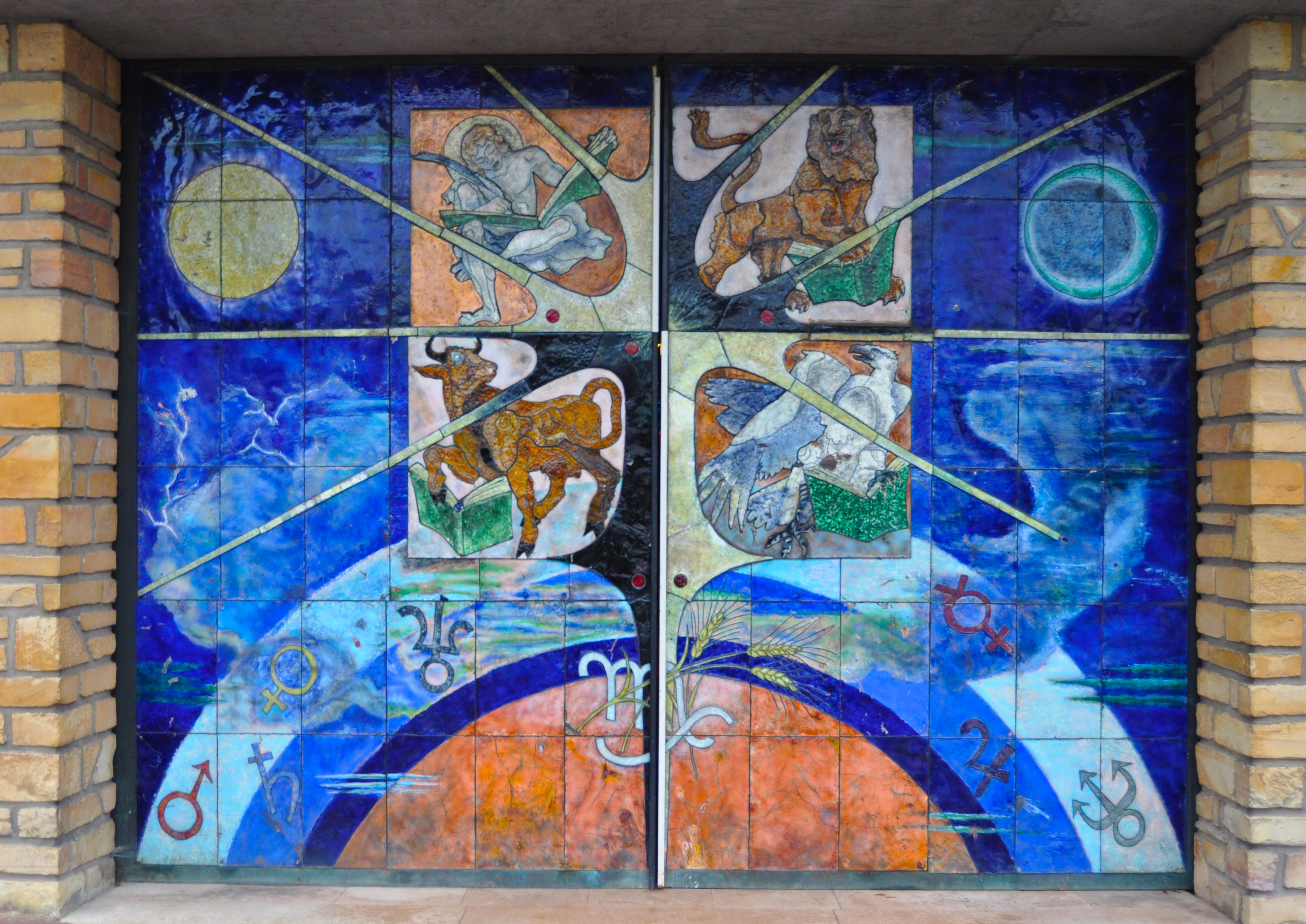
Travaux de restauration Monument Historique : émaux cloisonnés du grand portail de l’Église Notre-Dame-au-Cierge, Épinal.

Cet engagement de la manufacture dans la continuité céramique du Pays de Longwy a été récompensé par le Trophée National Patrimoine et Musées car ses chercheurs publient depuis plus de quarante ans des études de références sur les céramiques, à fondements historiques et techniques, ce qui lui vaut une réputation internationale par ses ouvrages en anglais, en allemand et en Néerlandais ,,.

## La marque commerciale «Émaux de Longwy Saint-Jean l'Aigle»
Cette marque de la manufacture est réservée pour la céramique décorative et pour l’édition d’artistes contemporains, selon le brevet d’Eugène Collinot déposé en 1864 et adopté à Longwy en 1873. Dirigée par une femme Maître-Artisan d’art, Saint-Jean l’Aigle est engagée depuis sa fondation dans la transmission du savoir-faire traditionnel de Longwy inscrit à l’Inventaire du Patrimoine Culturel Immatériel en France, notamment la pérennisation de la pose manuelle au pinceau et en relief des émaux cernés par un filigrane de piments vitrifiés. La manufacture, sous la régie d’un Meilleur Ouvrier de France, a employé jusqu’à dix-sept praticiens spécialisés et elle a reçu le Grand Prix Régional des Métiers d’art, le Grand Prix de la Formation aux Métiers d’art, le Grand Prix du Dynamisme, le Grand prix de la Création, la qualification d’Entreprise du Patrimoine Vivant. Son inscription à l’Inventaire du Patrimoine Culturel Immatériel en France témoigne de la richesse de son savoir technologique et de ses collections de céramiques historiques. Son domaine est aussi celui des commandes de restauration d’œuvres et de Monuments Historiques (Reliquaire de la cathédrale de Saint-Dié, Émaux du Portail de l’Église Notre Dame-au-Cierge, Épinal; Céramique de la façade de l’École des Arts Déco de Strasbourg, grès architecturaux de la Villa-Musée Majorelle, Nancy ; stèles monumentales de Picart Le Doux, Longlaville, Fontaine Pierre Gessier, Collège de Dannemarie, Alsace) ainsi que des commandes de créations publiques en relation avec des artistes contemporains (Vera Molnar, Johan Creten, Vincent Mauger), pièces uniques d’œuvres de titulaires de Grand Prix de Rome (Claude Goutin et Bernard Mougin) et de Meilleurs Ouvriers de France (Jacques Peiffer, Eddy Légus).

## Les racines de la céramique au Pays-Haut
La poterie Boch d’Audun-le-Tiche est fondée en 1747 (Rôle des Boch et des Villeroy dans la céramique des 18e et 19e siècles, Thomas Thérèse, Thèse de doctorat présentée à l'Institut supérieur d'histoire de l'art et d'archéologie de l'Université de Liège), suivie en 1796 dans la vallée de la Moulaine par la poterie-faïencerie de Senelle (Herserange-Longwy) puis, en 1798, par la faïencerie en terre de pipe des Carmes (Longwy). La poterie de grès de Mont-Saint-Martin, créée vers 1830 et plusieurs tuileries et briqueteries ont également fabriqué des céramiques dans les villages avoisinants.

### Le Pays de Longwy, une famille dans la création contemporaine

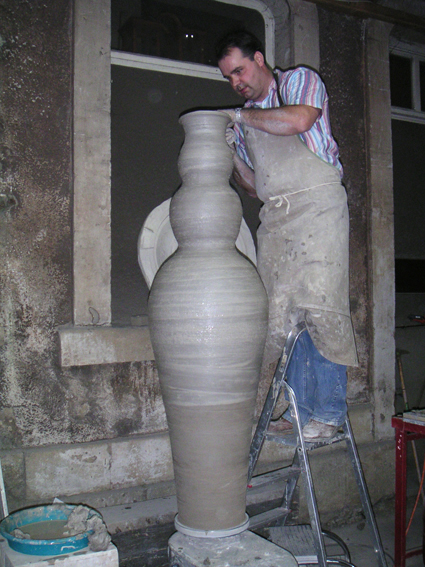
Faïencerie St Jean l'Aigle : Vase monumental tourné à la main.

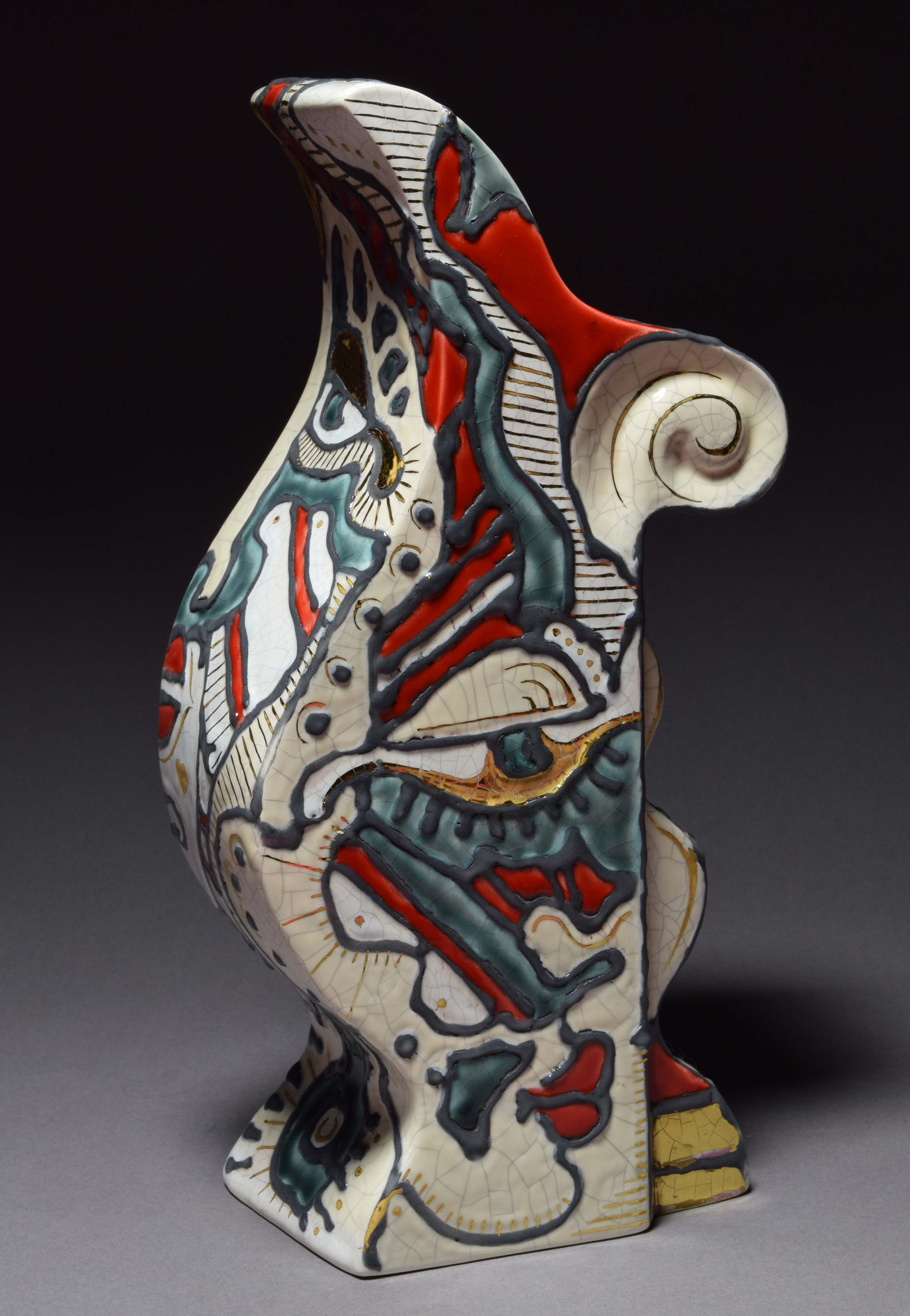
Emaux de Longwy : Vase à décor moderniste sur émaux craquelés, édition d’artiste. (Faïencerie St Jean l'Aigle)

Dans les vallées de Longwy, quatre manufactures historiques ont produit pendant plus de deux siècles des céramiques: poteries communes à pâte ferrugineuse, terres blanches dite terres de pipe, faïences, émaux d’art, barbotines, majoliques, grès de grand feu et porcelaines, terres réfractaires industrielles. Cette diversité est le fleuron du pays de Longwy, elle se perpétue par la passion d’une famille qui associe depuis 1928 la maîtrise des flammes à l’âme de la terre (Renaissance du Vieux Metz et des Pays Lorrains, pp. 61-80, ISSN 1158-2626). La faïencerie Saint-Jean l’Aigle fondée en 1978 par Danielle Noël, première femme à établir une faïencerie à Longwy, est la plus ancienne fabrique en activité sans discontinuité au pays de Longwy. Maître-artisan d’art et pionnière dans la formation artistique de ses décoratrices, elle a replacé le Certificat d’Aptitude Professionnelle à l’issue des formations, entretenant ainsi sa production d’Émaux de Longwy manufacturés selon des critères qualitatifs. De vieille souche lorraine, Danielle Noël a conduit ses ateliers d’art à obtenir les plus hautes récompenses officielles, notamment par des savoir-faire 100% manuels selon les protocoles originaux du 19e siècle. Cette volonté éthique repose sur des contributions historiques, comme celle de Maurice-Paul Chevallier, ancien chef décorateur de la fabrique des Carmes, qui reprend du service en 1998 pour réintroduire des décors classiques, certains en affinité avec le style moderniste d’émaux à effets éruptifs, une évolution contemporaine que développe le directeur des ateliers d’art Jacques Peiffer. Neufs fours électriques et à gaz assurent la production, un four à bois à flammes renversées est utilisé pour des œuvres spécifiques atteignant deux mètres de hauteur.

## Savoir-faire historique et exploration contemporaine
La synergie de la manufacture se fonde sur la conservation des anciens tours de main et des outillages d’antan, associés à la recherche de nouvelles approches créatives, technologiques ou exploratoires. Les pratiques d’atelier entretiennent des spécificités rares pour les collectionneurs et les amateurs de travaux singuliers: glaçures flammées, majoliques à double cuisson, barbotines aux nuances impressionnistes, cloisonnés d’inspiration exotique ou Art Nouveau, cernés Art Déco, ou encore grès mats à peau de velours. Haut-lieu technologique et théâtre des splendeurs séculaires de l’artisanat d’art français, la manufacture s’est faite une réputation nationale avec des créations d’œuvres publiques ainsi que pour des travaux de restauration de monuments historiques. Son bureau d’étude est associé à des recherches technologiques universitaires (extrusion de pâte céramique par 3D, fraisage en commande numérique) pour les travaux sur maquette ou plan pour des architectes et des décorateurs , notamment pour des bâtiments publics ou encore pour des interventions complexes (miniaturisation des bornes de la Voie Sacrée) et reconstitution de la fontaine de Dannemarie de Pierre Gessier, ancien élève de Matisse. Son domaine d’expertise recouvre des prestations techniques (vitraux de Majorelle) ou des interventions fonctionnelles (restauration de la châsse de saint Dié, cathédrale de Saint-Dié; tabernacle de l’église Notre-Dame-au-Cierge, Épinal).

## Une vision de la création contemporaine

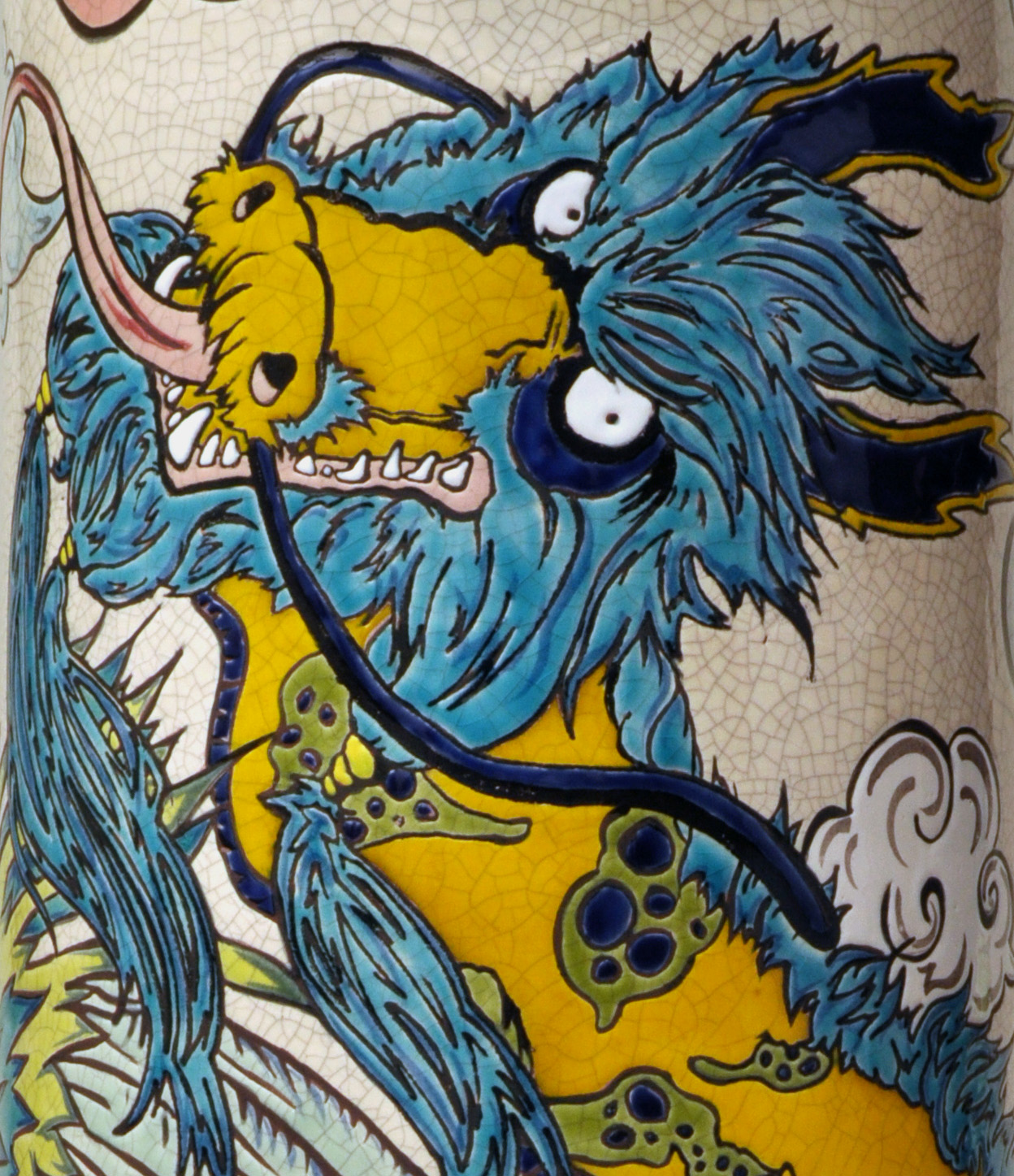
Dragon, édition d’artiste (Tiph’) : décor à sujet de bandes dessinées

L’atelier d’art de la manufacture réalise des commandes publiques pour l’État (œuvres des plasticiens Vera Molnar, Johan Creten et Vincent Mauger) mais également les œuvres d’artistes contemporains dont les exigences artistiques et techniques sont soit des pièces uniques signées, soit des petites séries originales et numérotées. Les archives de la manufacture citent les peintres et plasticiens Denis Bauquier, Becdonnel alias Dutretet, Serge Benti, Louise Bousquet, Laurent Brunel, Fabienne Campèse, le décorateur en chef Maurice Paul Chevallier, Jean-Luc Curabet, Demereau, Jean-Marie Desfossé, Jean-Claude Duvic, Henri Fuss, Gagliardi, Jean-François Galéa, Gégald, Jean-Louis Guermann, Lucien Hamono, Sachiko Hata, Jean-Jacques Jouve, Klément, Gérard Larguier, Leb de Laval, Tania Lecaillon, Eddy Légus, Pascale Lelièvre, Jean-Pierre Lesquoy, Joël Lorique, Lustrat, Gérald Mazzalovo, Jean Morette, Christiane et Jean Olivier, Peggy Peg’s, Magaly Samson, Hélène Tyreck, Guy Untereiner, Philippe Vacherot, le graffeur Valer, Jonathan Zachary, Amilcar Zanoni; les illustrateurs Chandre, Lesourd et Tiph’A, le photographe Pascal Bodez, deux Grands Prix de Rome de sculpture, Claude Goutin et Bernard Mougin, un Meilleur Ouvrier de France, Jacques Peiffer, ont également fait l’objet d’éditions spéciales lors d’expositions (Atlanta, Bandol, Barcelone, Biennale de Châteauroux, Keramik Museum de Mettlach, Laval, Metz, Nancy, Paris, Musées de Sarrebourg et de Sarreguemines).

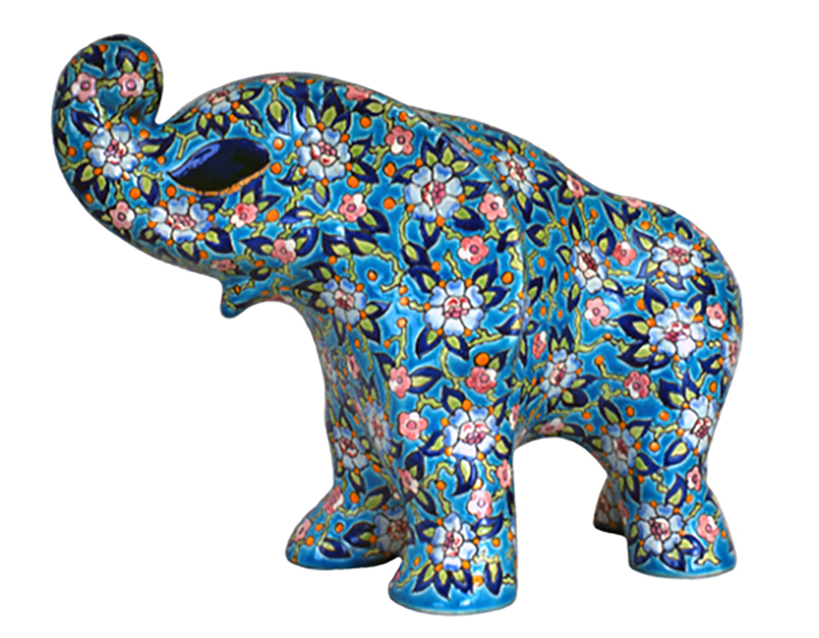
Émaux de Longwy pour décoration : édition d’artiste (MP Chevallier et Jacques Peiffer)

Sous la direction de l’artiste Jacques Peiffer, diplômé de l’École supérieure des Arts de Lorraine et docteur en sciences humaines de l’Université de Nancy, Saint-Jean l’Aigle développe les expérimentations et les explorations plastiques propres à la vocation des beaux-arts et s’attache à inclure dans la céramique des relations plus émotionnelles que décorative, introduisant les affects dans le débat entre objectivité des sujets et subjectivité des pulsions (selon Johan Fichte, Doctrine de la Science, 1794). L’œuvre d’art s’ancre dans la dimension philosophique, associant dans sa création les mondes parallèles que sont le vivant et l‘inerte, une intuition de la complémentarité de ces mondes. Pour donner suite à une proposition du laboratoire de la manufacture, plusieurs artistes participent à l’ouverture sur des expressions prospectives: des œuvres radicales de Gérard Deschamps, membre du mouvement des «Nouveaux Réalistes» et des travaux du praticien de la porcelaine Jean-Claude Duvic, sont introduites dans les recherches céramiques de la manufacture.

## L’œuvre historique patrimoniale

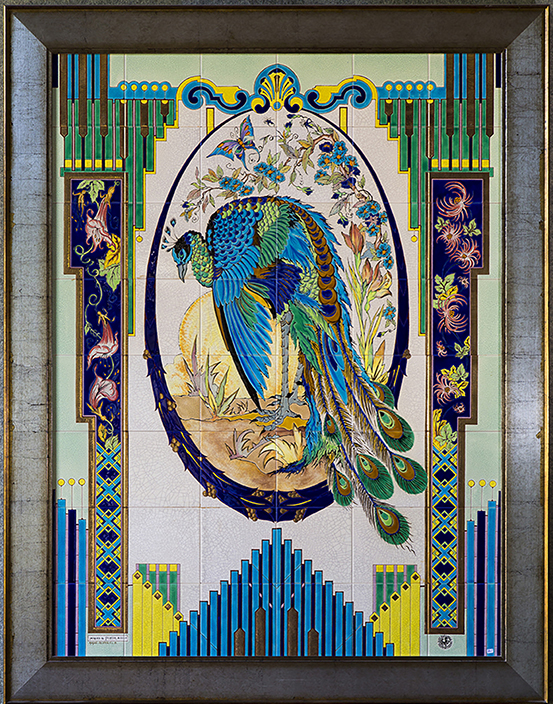
Décor mural, technique traditionnelle cerné « Émaux de Longwy », d’après E. Collinot

C’est aux chercheurs universitaires de la manufacture que l’on doit les toutes premières études historiques dédiées à la naissance de l’art de terre à Longwy. Ces études menées en concertation avec d’autres musées ont été largement utilisées -sans citation des références initiales- dans des publications de vulgarisation et plusieurs sites internet. Les travaux du conservateur du musée Saint-Jean l’Aigle sont à l’origine de la découverte et de la divulgation de plusieurs sources documentaires importantes:  l’existence au lieudit «du Moulin de Senelle» d’une première fabrique (1796-1883?) alors inconnue, fondée par François Petit, les noms des premiers fondateurs (Androuët, Clauteaux et Cie puis Régnier) et collaborateurs des faïenceries de Senelle et de Longwy (Les Carmes, époque Régnier et Cie, 1798-1815) puis la poterie de grès de Mont-Saint-Martin de Mr de Villaucourt (Annuaire de Verronnais, 1831), et surtout la publication du brevet d’invention des Émaux déposé le 30 septembre 1864 par le mosellan Eugène Collinot, document retrouvé aux archives de Sèvres par Madame Danielle Peiffer. Une autre recherche a été soutenue sur l’origine des décors exotiques utilisés à Longwy, montrant l’importante contribution des architectes ornemanistes internationaux du XIXe siècle, notamment Owen Jones et Reiber . Les expertises conduites par le laboratoire de la manufacture ont mis en évidence les intrigues obscures: l’affaire rocambolesque de la «Fontaine chinoise» de l’exposition universelle de 1878, les authentiques et fausses soupières de la Légion d’Honneur. D’autres travaux sont en cours pour définir les relations entre la faïencerie et la coutellerie de Longwy.
En complément de la production de ses ateliers d’art, Saint-Jean l’Aigle aborde la démarche culturelle et pédagogique avec son musée privé qui présente la céramique locale et des œuvres universelles témoins des avancées artistiques et techniques des siècles passés (céramiques des XVIIIe   au   XXIe siècle: Clodion, Cyfflé, Mucha, Picasso, Rodin, Prouvé, Majorelle, Lurçat, etc. Ses collections participent à des expositions internationales et collaborent à des commissariats (Ambassades de France, High Museum d’Atlanta, Keramik Museum de Mettlach, Musées de Munich, Musées du Cinquantenaire à Bruxelles, Musée National du Luxembourg, Centre Culturel des Prémontrés à Pont-à-Mousson).

## «Émaux de Longwy» et «Saint-Jean l’Aigle» en termes légaux
Les textes anciens, de 1798 à c. 1901, nommaient la manufacture créée dans le couvent des Carmes soit par «Faïencerie de Longwy», soit par le nom des propriétaires successifs, (de Nothomb, d’Huart, d’Huart Frères). De 1901 à 1977, elle a pris le nom de «Société anonyme des Faïenceries de Longwy», produisant diverses fabrications communes et de luxe (vaisselle, carrelage, barbotine et majolique d’art, faïence de fantaisie, reproductions statuaires), la fabrication de faïence utilitaire cessant toutefois peu après 1950. Les «émaux en reliefs», technique adoptée vers 1873, ne constituaient qu’une partie de ce vaste programme céramique et la locution «Émaux de Longwy» n’a été utilisée que tardivement en termes de communication commerciale. Elle apparaît dans le catalogue générique de 1931 mais elle n'a pas été déposée en suite de la loi no 51-444 du 19 avril 1951 notifiant la fondation de l’Institut National de la Propriété Industrielle. Les prescriptions réglementaires exposant qu’une marque doit comporter un élément distinctif, la locution «Émaux de Longwy» doit s’accompagner d’un ou de «signes ou dénominations pouvant servir à désigner une caractéristique du produit ou du service».
La constitution de la faïencerie Saint-Jean l’Aigle par ses fondateurs ayant été décidée le 27 décembre 1977, l’évocation de Jean l’Évangéliste (fêté le 27 décembre) et de l’Aigle de Pathmos s’est imposée par le symbolisme d’une métaphore suggérant le feu céleste descendant sur terre: la terre et le feu sont les deux éléments naturels de la chimie des «Émaux». Six mois d’expérimentations fonctionnelles ont été nécessaires pour perfectionner le procédé de cuisson, la naissance juridique de la SARL «Manufacture lorraine Saint-Jean l’Aigle» a eu lieu le 10 mai 1978.
L’usage du terme «émaux» bénéficie d’une protection officielle par la loi du 1er août 1905 puis par le décret du 25 février 1982 qui notifie que l’appellation «émaux» est caractérisée par l’exclusion de toutes les productions utilisant des procédés industriels et/ou mécaniques, «émaux» est donc du seul domaine des fabrications exclusivement manuelles: Les dénominations Émail ou Émaux sont réservées aux produits vitrifiables résultant de la fusion, vitrification ou frittage d'une substance constituée de matières minérales. Ces produits sont destinés à former en une ou plusieurs couches un revêtement vitrifié, fondu à une température d'au moins 500 degrés C. Il est interdit de fabriquer, d'exposer, de détenir en vue de la vente, de mettre en vente, de vendre ou de distribuer à titre gratuit sous les dénominations Émail ou Émaux suivies d'un qualificatif se référant à l'art, des objets émaillés, décorés, sur tout support susceptible d'être émaillé, par des procédés autres qu'exclusivement manuels (décret n° 82-223).

## Le respect de la production historique

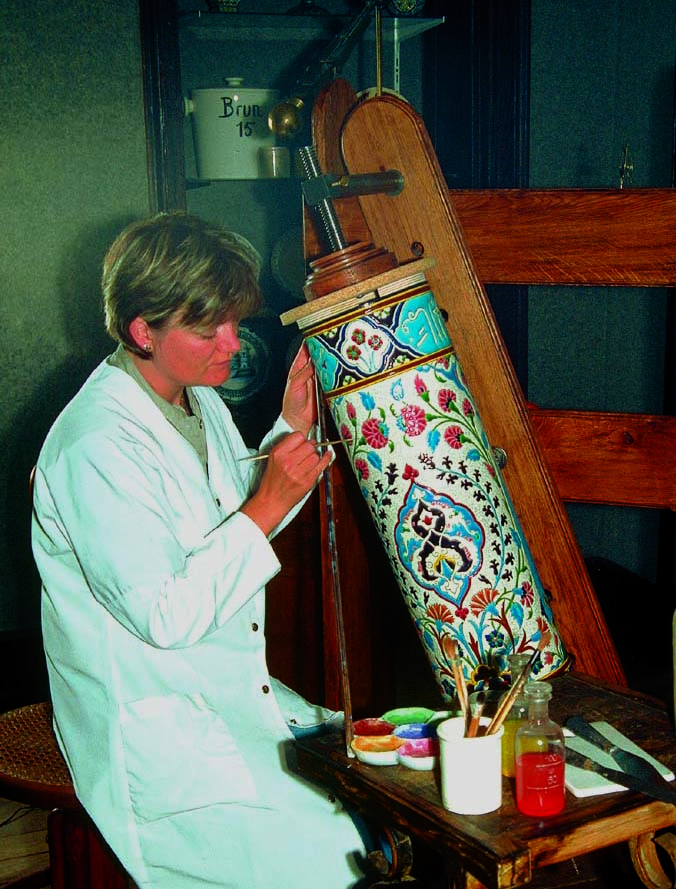
Décoration : rechampis au chevalet sur un grand vase ornemental.

La charte de production «Émaux de Longwy» établie par Saint-Jean l’Aigle sur les critères historiques, géographiques et techniques, se décrit ainsi :  
Une aire de fabrication 100% dans la Communauté d’Agglomération de Longwy (Grand Longwy).
La production des biscuits par façonnage manuel: fabrication des moules, sculptage, tournage, calibrage, modelage, estampage, moulage à la croûte, coulage en barbotine dans cette aire.
Le respect de ce qui a fait la spécificité traditionnelle de la production historique de Longwy mise au point en 1873, toutes opérations réalisées à Longwy:  
- Le cerné graphique (émail maigre) formant des cellules tracées au pinceau ou imprimées par transfert à la feuille de soie (gravure soit en taille creuse avec impression de l’encrage à la presse à cylindre, soit par sérigraphie).
- La fabrication des émaux par frittage et broyage de silicates, de fondants et de pigments métalliques colorants.
- La pose du décor (remplissage sur biscuit ou sur l’émail de fond) avec des émaux posés en relief de manière exclusivement manuelle (sans assistance d’une aide automatisée ou motorisée), les rehauts sur ces émaux.
- La cuisson des émaux au feu de moufle ou de réverbère, les cuissons complémentaires de repasse, de fixage des couleurs vitrifiables, de l’or et du platine.
- La mise en valeur des craquelures naturelles.

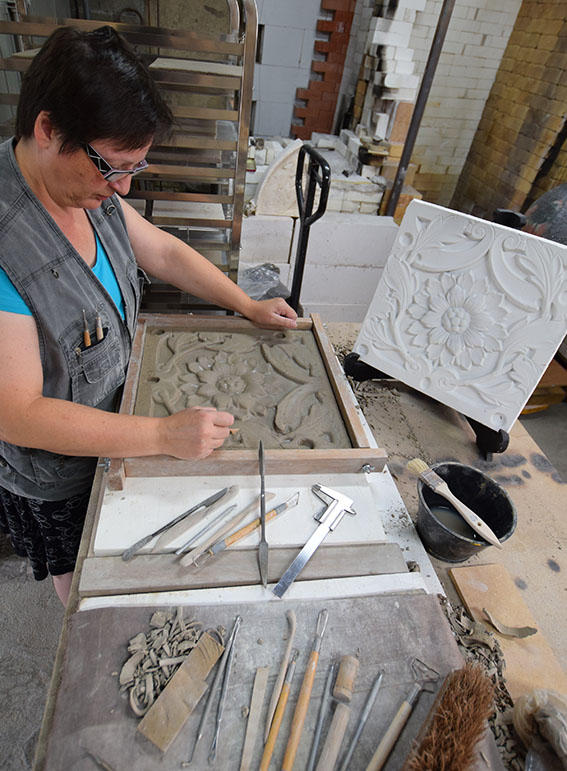
Sculpture d'un moule plâtre par la cheffe d’atelier F. André.

## Les travaux de Restauration et Reconstitution Monuments Historiques
En 2007, la qualification et le label « Entreprise du Patrimoine Vivant » est octroyé à la manufacture pour ses savoir-faire techniques et son expérience dans les domaines de la restauration et de la reproduction des céramiques patrimoniales. Les interventions sur les bâtiments historiques comme la reconstitution en grès flammé des mitres de la Villa Majorelle à Nancy, la reproduction des carrelages Art Déco de la piscine Grand Nancy Thermal, le Grand Portail en cuivre émaillé de l’église Notre-Dame-au Cierge d’Épinal, en Alsace les métopes en terre cuite vernissée de la façade de l’École des Arts Décoratifs de Strasbourg et les sculptures céramiques du plasticien Pierre Gessier, le pavement en marqueterie de grès de l’église de Maizières-les-Vic et les stèles en lave émaillée de Picard-le-Doux à Longlaville en Lorraine. Ces travaux s’appuient sur l’importante bibliothèque technique de la manufacture dont la cheffe d’atelier est une ancienne élève du Lycée céramique de Vierzon.

## Les Émaux de Longwy en termes techniques
Les Émaux de Longwy sont des céramiques à vocation essentiellement décorative. L’appellation technique du décor est «émaux en reliefs cernés», bien que le dépôt de brevet d’invention (Collinot, 1864) note improprement «émaux cloisonnés», vocable que réfute Théodore Deck dans son ouvrage «La Faïence».
Le cerne est un émail «maigre» généralement noir mat (pigment colorant additionné de fondant vitrescible au feu), tracé au pinceau ou obtenu par transfert d’une gravure imprimée à la presse à cylindre sur un papier de soie très fin à l’aide d’une encre grasse additionnée à cette préparation. La gravure est elle-même issue d’une plaque de métal (zinc, cuivre, cuivre aciéré) gravée en creux au burin, à la pointe sèche ou à l’eau forte. Cette technique traditionnelle remplacée à partir des années 1970 par la sérigraphie, a fait l’objet d’un «Transfert des savoirs de l’expérience» en 2006 (Forcemat, code 35 119, ingénieur consultant M. Barraut). L’encre d’impression, vitrescible, est d’une mise au point complexe comme le montre la formule de l’ingénieur Carpentier, directeur de l’usine vers 1900.
Le support est un biscuit de la famille des terres blanches poreuses, autrefois nommées «terres de pipe» ou de manière plus moderne «faïences fines», voire faïence à pâte blanche. Plus rarement, des terres colorées ont été utilisées. Le décor est constitué par des émaux à basse température (fusibles entre 750 et 850°), à vitrification en forts reliefs (verres minéraux alcalino-plombeux de diverses couleurs). Le craquelé de la glaçure ou de l’émail, inspiré par les fonds ivoirés de la céramique de Satsumas, s’oppose au fond «blanc stannifère» car il apporte par sa structure aléatoire une matière vibrante, douce et agréable à l’œil. La cuisson, originellement en four à bois puis à houille, est multiple, 950 à 1 050 °C pour le biscuit puis 720−820 °C pour l’émail; une cuisson supplémentaire (650 °C) est nécessaire pour les couleurs métalliques comme l’or et le platine. Les nombreuses couleurs et nuances sont obtenues par des compositions métalliques (oxydes, carbonates, sulfates, etc.) fondues avec une ou plusieurs frittes de base (plombeuse, alcaline ou boracique): blanc (étain), jaune (antimoine), ocre jaune et rouge, brun (fer), rouge pourpre (or), bleu marine (cobalt), bleu Longwy (cuivre), vert (cuivre, cobalt et antimoine), violet (manganèse). Les formules d’émaux anciens consignées dans les cahiers de l’ingénieur Carpentier de Sèvres et du chimiste Delceux sont conservées dans les archives du laboratoire de Saint-Jean l’Aigle, ainsi le célèbre «Bleu Longwy» (ou bleu égyptien, chinois ou Deck) est identifié sous le code «Turquoise 4».

## Les sources décoratives des Émaux de Longwy
La production céramique de Longwy est essentiellement utilitaire jusqu’en 1873 (ustensiles de la table et objets d’usage domestique). À ce moment, la faïencerie prend la mesure de l’intérêt commercial que proposent des artistes indépendants inspirés par les Orients, tels Théodore Deck, Eugène Collinot et Adalbert de Beaumont, Ferdinand Gaidan, Léon Parvillée, Charles Poyard. Pour introduire ces formes artistiques, plusieurs de leurs collaborateurs confirmés comme Charles Longuet et Emmanuel Kilbert sont appelés à Longwy par les frères d’Huart, industriels ouverts à la modernisation et à la diversification des activités de leurs entreprises, tant céramiques que sidérurgiques. Ces praticiens artistes et techniciens y importent des savoir-faire génériques, permettant le fonctionnement vers 1878 d’un atelier de plus de 300 peintres, selon d’Escamps.
Les choix des thèmes décoratifs retenus au XIXe siècle sont essentiellement dictés par le goût de l’exotisme qui se répand en Occident, favorisé par les relations internationales (diplomatiques et commerciales), les Expositions Universelles, les diverses contributions littéraires et artistiques. De nombreuses formes sont issues de moulages d’œuvres du Musée national de Sèvres ou d’anciennes collections privées. Longwy, comme d’autres manufactures industrielles, aborde le domaine décoratif en puisant dans les publications graphiques d’ornemanistes Allemands (Heinrich Dolmetsch), Anglais (Cuttler et Bowes, Owen Jones) et Français (Émile Reiber, Albert Racinet, Adalbert de Beaumont & Eugène Collinot, Émile Prisse d’Avesnes). Les nombreux décors extraits de ces publications sont ceux dont le graphisme linéaire se prête avec simplicité à une reproduction fidèle ou partielle, voire à des assemblages de plusieurs motifs ou frises. Au XIXe siècle, les auteurs des décors de Longwy sont des praticiens aguerris et très plurivalents du dessin d’ornement, ils sont des interprètes adaptant des tendances commerciales sous la direction d’un chef décorateur maîtrisant les différentes techniques céramiques.

### L’ascendance chinoise
La Seconde Guerre de l’Opium (1856-1860) et le pillage du Palais d’été en 1860 par les armées anglaises et françaises apportent en Europe une vive curiosité pour la Chine Impériale dont les œuvres alimentent depuis plusieurs siècles le monde culturel (fondation du Musée Chinois de l’Impératrice Eugénie, grandes collections privées) et le commerce européen (le Palais de Cristal, Bing). Ces œuvres sont des objets décoratifs à vocation cultuelle, principalement des émaux cloisonnés sur métal, mais leurs ornements sont transposés pour s’adapter à la forme de nouveaux objets généralement sans références originelles, le même décor se déclinant en variantes et combinaisons infinies détachées de leur vocation native. Ces décors consistent en associations de trames en semis, de frises et de cartels, voire de fleurs composites et de rinceaux baroques sur fond plein formant une vaste compilation des collections présentées soit dans les musées, soit par des amateurs éclairés ou même extraites dans les revues de documentation artistiques (L’Art pour tous, 1861-1904). Longwy pratique également le surmoulage de bronzes d’art et en donne de nombreuses versions céramiques adaptées à son propre savoir-faire technologique.

### Le naturalisme sous influence japonaise
Depuis l’Exposition internationale de Paris de 1855, le Japon est très apprécié en Occident et Longwy en adopte ses formes décoratives vers 1873, proposant des interprétations naturalistes privilégiant les paysages avec volatiles et branchages de prunus fleuri. Des thèmes sont puisés dans les gravures d’Hokusaï parues dans « L’Art pour tous » du 15 juillet 1871, dans les gravures d’Eugène Collinot et Adalbert de Beaumont des « Recueils de dessins pour l’art et l’industrie » dont la manufacture possède un exemplaire en noir et blanc, ce qui laisse toute latitude de traduction chromatique aux décorateurs de Longwy (Bibliothèque Saint-Jean l’Aigle).

### Les Orients des empires ottoman et persan
Une autre influence d’importance est la céramique siliceuse ottomane d’Iznik (alors dite de Rhodes) très recherchée « à prix d’or » par de grands collectionneurs. Théodore Deck en a retrouvé vers 1860 le secret du décor sous glaçure et Longwy en reçoit la connaissance par des praticiens transfuges de ce célèbre atelier parisien. Les interprétations sont à la mesure de la technicité de l’usine lorraine qui met au service de ces reproductions sa maîtrise de l’impression mécanique des cernés. Dans ce même esprit de livrer des adaptations décoratives à prix raisonnable, le catalogue de la manufacture s’enrichit de modèles persans et d’évocations pharaoniques.

### La recherche artistique auXIXesiècle
Si les Émaux représentent au XIXe siècle la phase décorative de style exotique, plusieurs autres tournures artistiques se développent sous l’influence des modes et tendances, notamment le décor impressionniste naturaliste dit « barbotine » auquel participent d’excellents peintres comme Charles Longuet, Emmanuel Kilbert et Charles Rudhart. Ce dernier assure également depuis Paris la commercialisation des céramiques artistiques de Longwy, entre autres des compositions picturales d’Eugène Carrière et d’autres peintres présents dans les salons parisiens. Carl Schuller est le peintre-graveur le plus représentatif de l’Art Nouveau développé à Longwy entre 1898 et 1904. Son style personnel s’affirme par un dessin d’une grande virtuosité associant un graphisme cloisonné à des plages d’émail coloré transparent dit « majolique », apporté de Sèvres par l’ingénieur Carpentier.

### Les influences de la modernité au XXe siècle
L’École de Nancy et son influence naturaliste sont principalement représentées à Longwy par les grands décors muraux sur carreaux de Carl Schuller qui en privilégie l’exécution, vers 1900, par des émaux majoliques au graphisme cloisonné. Le peintre céramiste Bida traduit également des lithographies de Schuller sur de grandes coupes murales. L’Art Déco et l’Art Colonial se développent par l’apport des stylistes des « grands magasins parisiens » qui renouvellent la mode de l’illustration figurative par une approche raffinée des émaux en reliefs. L’artiste Raymond Chevallier réanime en interne cette création graphique sous l’influence d’une stylisation géométrique touchant aussi le goût de l’exotisme colonial. Après son départ en 1921, l’influence chinoise marque un retour traditionaliste dans les tendances commerciales sous la houlette du chef de l’atelier d’art Maurice-Paul Chevallier, assisté de plusieurs décoratrices de talent (Rolande Rizzi et Hélène Gabet) dont les créations se partagent entre goût asiatique revisité et influences historiques. L’après 1950 voit aussi naître plusieurs tendance, Paul Mignon et Christian Leclercq (Meilleurs Ouvriers de France) poursuivent cette même voie, Louis Valenti, chef de l’atelier des faïences s’inspire de l’abstraction picturale et des recherches d’effets de matières. Jacques Peiffer, héritier des carnets d’ateliers des ingénieurs de Sèvres Emmanuel Giraud et E. Carpentier en poste à Longwy, apporte une vision exploratoire ouverte sur ses rapports éthiques avec les matériaux minéraux et qu’il met en œuvre dans ses créations.